# Nashinich
Nashinich es una localidad del municipio de Larráinzar ubicado en la región de Los Altos del estado mexicano de Chiapas.

## Geografía
La localidad de Nashinich se sitúa en las coordenadas geográficas 16°53′37″N 92°42′15″O / 16.893611, -92.704167, a una elevación de 1,849 metros sobre el nivel del mar.

## Demografía
Según el Censo de Población y Vivienda 2020, efectuado por el Instituto Nacional de Estadística y Geografía, la localidad de Nashinich tiene 685 habitantes, de los cuales 380 son del sexo masculino y 428 del sexo femenino. Su tasa de fecundidad es de 3.16 hijos por mujer y tiene 128 viviendas particulares habitadas.
| Gráfica de evolución demográfica de Nashinich entre 1921 y 2020 |
|                                                                 |
| INEGI.                                                          |